# École de Crozant

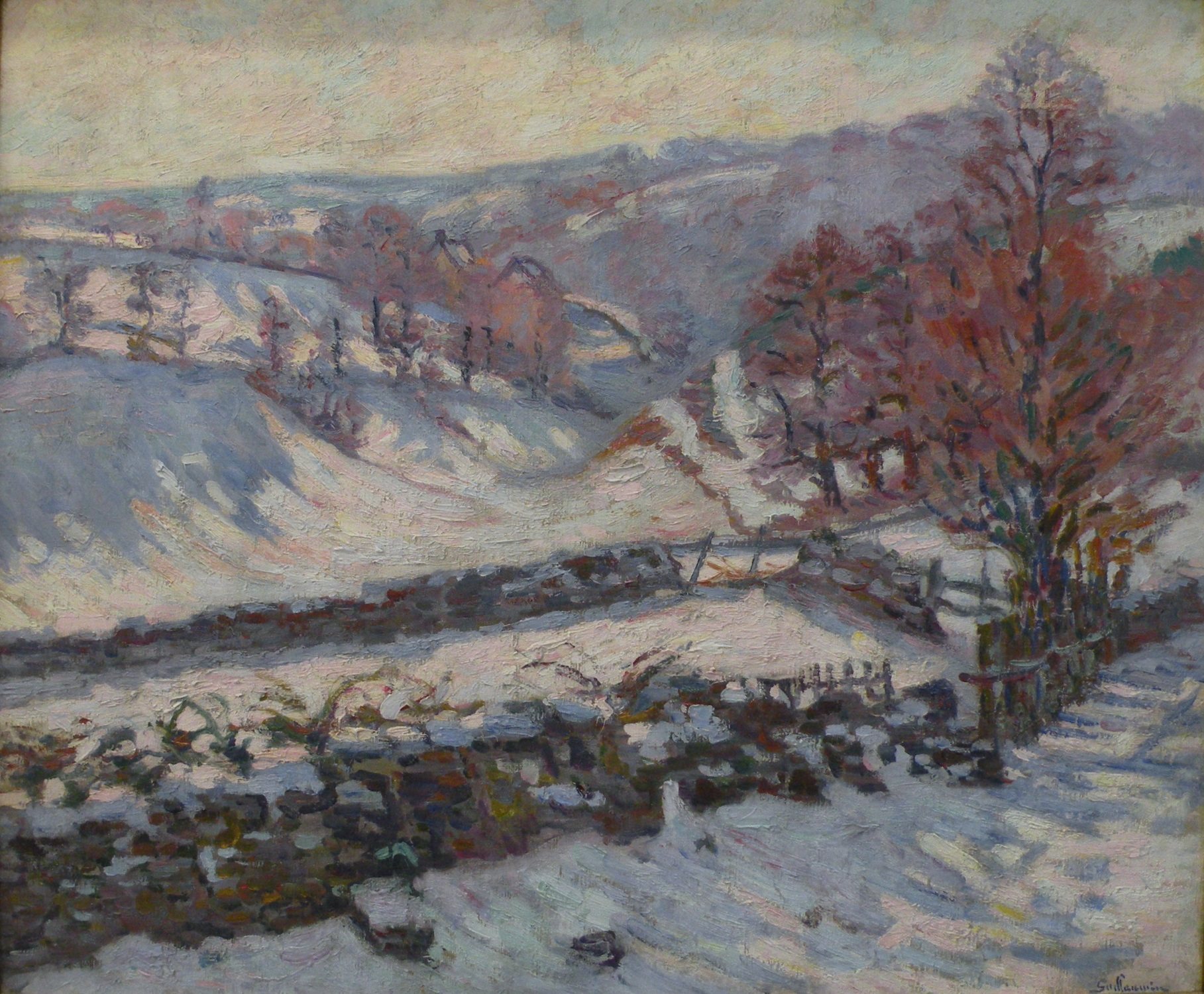
Armand Guillaumin, Paysage de neige à Crozant (1895), Le Havre, musée d'Art moderne André-Malraux.

 (septembre 2021).
Si vous disposez d'ouvrages ou d'articles de référence ou si vous connaissez des sites web de qualité traitant du thème abordé ici, merci de compléter l'article en donnant les références utiles à sa vérifiabilité et en les liant à la section « Notes et références ».
L'école de Crozant désigne, de façon informelle, une succession de colonies d'artistes pratiquant la peinture de paysage et qui s'étaient établis autour du village de Crozant, situé à la limite nord du département de la Creuse, d'où son nom.

## Historique

### Naissance d'une école du paysage

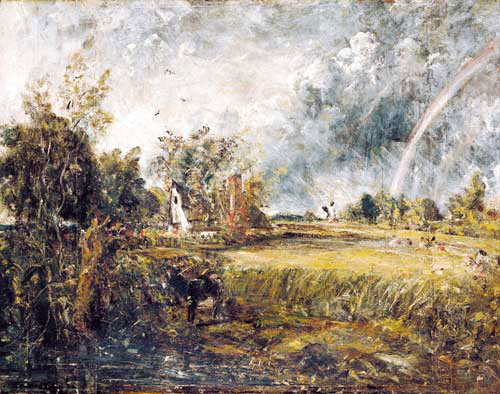
John Constable, Cottage at East Bergholt (1833), Port Sunlight, Lady Lever Art Gallery.

Au début du XIXe siècle, les critères artistiques s'étaient fixés autour de la tradition néoclassique, dans la suite du peintre Jacques-Louis David. En marge de cet académisme, le romantisme formalisé par Géricault, Bonington et Delacroix prenait de l'ampleur. En 1824, tandis que le Salon de Paris exposait quelques-unes des œuvres de John Constable, déjà Camille Corot trouvait en la forêt de Fontainebleau, à Barbizon, un lieu d'inspiration dans sa quête de nature. Une nouvelle génération de peintres abandonne peu à peu le formalisme académique et puise son inspiration dans la campagne : ils produisent des toiles souvent rurales, s'éloignant des scènes et drames mythologiques, du maniérisme, du bucolisme féerique, et surtout, ils quittent l'atelier pour le plein air, privilégient la peinture d'après nature, directement et face aux éléments. Peu avant la révolution de 1848, des peintres comme Gustave Courbet et Jean-François Millet (avec Un semeur (1850, musée des Beaux-Arts de Boston) ou Des glaneuses (1857, Paris, musée d'Orsay) étendent leurs visions aux personnages ruraux, peignant la paysannerie, les travaux des champs, le terroir, une évocation de la vie simple, sans mise en scène dramatique ni démonstration. Sur le plan littéraire, les influences de Jean-Jacques Rousseau et surtout de George Sand sont déterminantes.
L'expression « école de Crozant » qui s'applique aux peintres paysagistes est toujours employée. Au côté de cette dénomination peu précise propre au XIXe siècle apparaît, depuis quelques années, une formulation patrimoniale englobant tout le périmètre visité par ces colonies d'artistes, celle de la « Vallée des Peintres » entre Berry et Limousin. Berry et Limousin fait le lien avec deux anciennes provinces hôtes de ces foyers artistiques. Parmi les paysagistes qui ont fréquenté Crozant figurent des artistes d'envergure internationale comme l'impressionniste Armand Guillaumin ou le surréaliste Francis Picabia.

### Origine de Crozant
Le village de Fresselines est située à une cinquantaine de kilomètres de Nohant la résidence de George Sand (1804-1876). Celle-ci, accompagnée d'hôtes prestigieux, appréciait les promenades dans les vallées creusoises autour de Fresselines et de Crozant. Elle évoquera Crozant ou Fresselines dans plusieurs de ses romans : Lettres d'un voyageur, Le péché de Monsieur Antoine, Jeanne. George Sand se voit offrir en 1857 par son compagnon Alexandre Manceau une petite maison à Gargilesse-Dampierre à une dizaine de kilomètres de Crozant. Elle y passera de nombreux séjours.
La renommée de Crozant et de ses environs attire alors de nombreux artistes peintres.

### Une école sans maître
Le terme d'« école de Crozant » apparaît en 1864 ; c'est un terme générique, aucun maître n'ayant jamais enseigné dans les vallées creusoises. De même, le terme d'« école de Barbizon » est créé en 1891. Cette appellation sert à qualifier une successions de peintres venus peindre voire s'installer à Crozant entre les années 1860 et jusqu'au milieu du XXe siècle.
C'est une école « sans maître », qui est une commode appellation, imaginée ultérieurement, pour désigner tous ceux qui ont trouvé l'inspiration dans ces vallées creusoises et berrichonnes. Durant près d'un siècle, près de 500 peintres fréquentèrent ces lieux. Cette histoire est désormais contée aux amateurs d'art et de voyages touristiques à travers la Vallée des Peintres entre Berry et Limousin.

## Artistes ayant séjourné dans la vallée de Crozant

### Peintres
Elle est composée d'une pléiade de peintres paysagistes qui, à partir des années 1850, travaillèrent sur les rives des deux Creuses (Grande Creuse et Petite Creuse), de la Sédelle et de la Gargilesse, à proximité des communes de Crozant, de Fresselines et de Gargilesse.
Dès le début des années 1850, Jules Dupré (1811-1889) et Georges de Lafage-Laujol (1830-1858) y posent leurs chevalets. Armand Guillaumin (1841-1927), qui a eu la chance de gagner le gros lot de la Loterie nationale en 1891, est désormais débarrassé de tout souci matériel et peut se consacrer entièrement à la peinture. En 1893, après avoir exploré le Limousin dont la Creuse, il choisit Crozant comme résidence de prédilection. Non loin de l'église de Crozant, se trouve son buste en bronze. Claude Monet, au cours d'un séjour à Fresselines de mars à mai 1889, réalise une série de tableaux sur le site du confluent des deux Creuses. Il produit 23 toiles dans la vallée.
Ces  peintres paysagistes se font plus rares à partir des années 1920. Deux facteurs expliquent cette désaffection. L'intérêt des artistes pour d'autres courants que ceux du paysagisme et la montée des eaux de la Creuse consécutive à la construction de l'un des plus grands barrages français de l'époque à Éguzon situé dans le département de l'Indre, partie prenante du groupement d'usines d'Éguzon.

#### Autres peintres par génération
- Armand Cassagne (1823-1907).

- Gustave Castan (1823-1892).
- Henri Langerock (1830-1915), peintre belge des scènes de sous-bois et par ailleurs orientaliste, est venu poser son chevalet autour de Crozant et a évoqué la Creuse à travers plusieurs paysages bucoliques.
- L'abbé Laurent Guétal (1841-1892)[10].
- Ernest Victor Hareux (1847-1909) est un membre connu de l'école dauphinoise, mais comme beaucoup de ses contemporains il a participé un temps à l'école de Crozant dans les vallées creusoises[11].
- Ernst Josephson (1851-1906).
- Édouard Pail (1851-1916).
- La dynastie des Leloir et plus particulièrement Maurice Leloir (1853-1940).
- Alfred Smith (1854-1936).
- Pierre Ballue (1855-1928).
- Henri Coulon (1855-1936).
- Léon Detroy (1857-1955).
- Henri Jamet  (1858-1940) .
- Henri Charrier (1859-1950).
- Fernand Maillaud (1862-1948).
- Paul Madeline (1863-1920).
- Paul Sérusier (1863-1927).
- William Didier-Pouget (1864-1959).
- Eugène Alluaud (1866-1947).
- Eugène Charasson (1874-1939).
- Henri Pailler (1876-1954).
- Francis Picabia (1878-1953).
- Clémentine Ballot (1879-1964).
- Lucien Mainssieux (1885-1958).
- Vicente Santaolaria (1886-1967).
- Georges Sabbagh (1887-1951).
- Anders Osterlind (1887-1960).
- André Villeboeuf (1893-1956).
- Solange Christauflour (1899-1952).

Quelques peintures
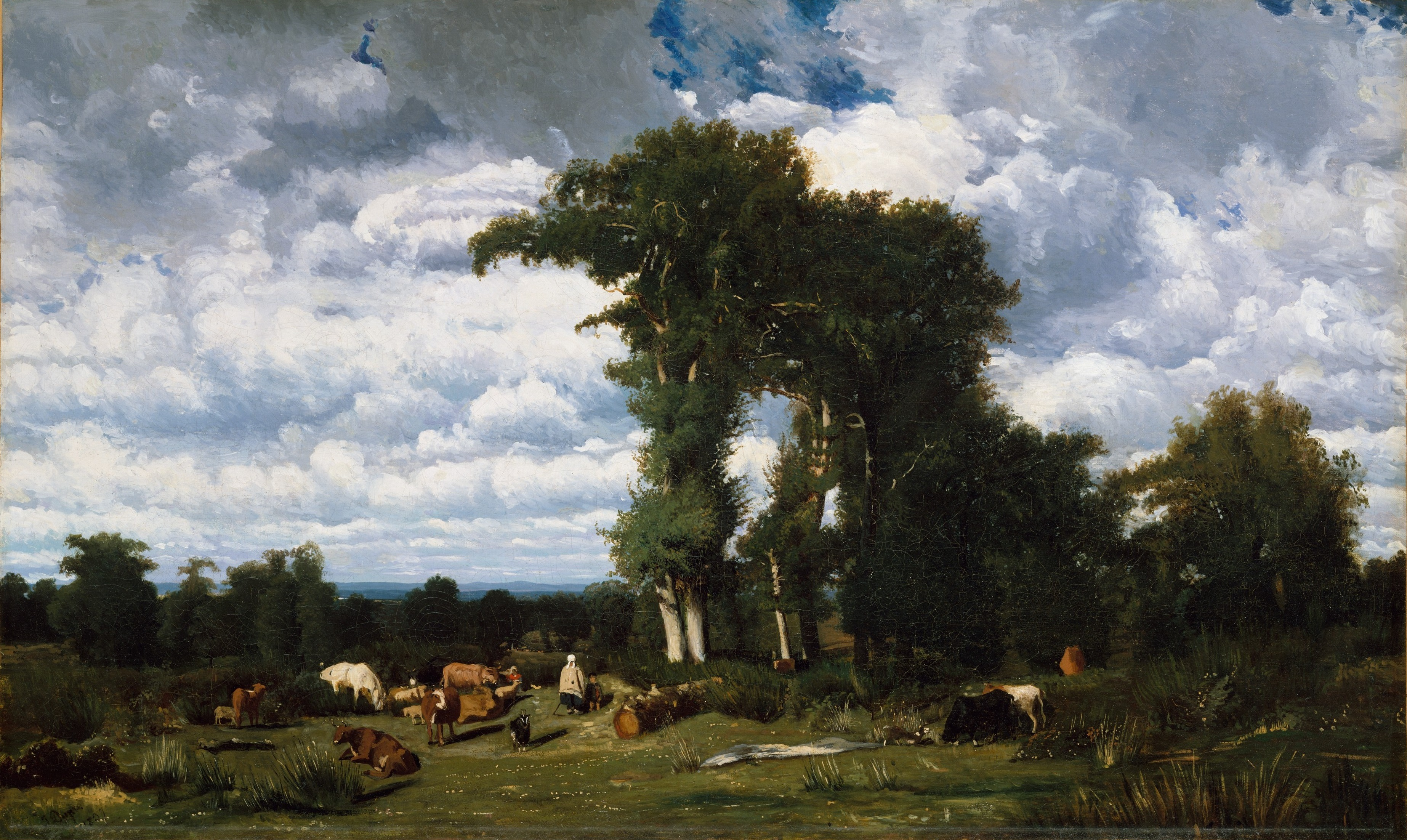
Jules Dupré
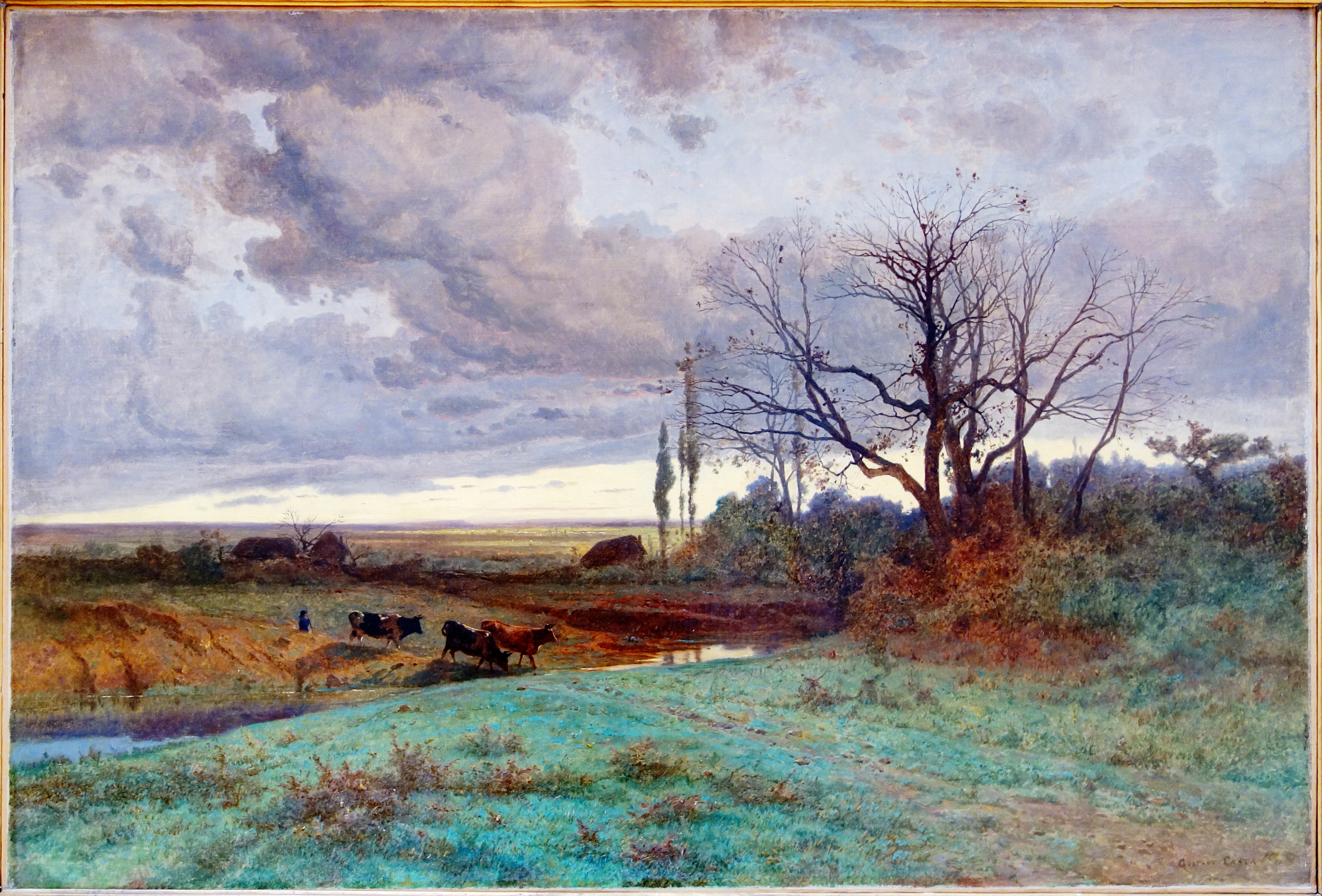
Gustave Eugène Castan.
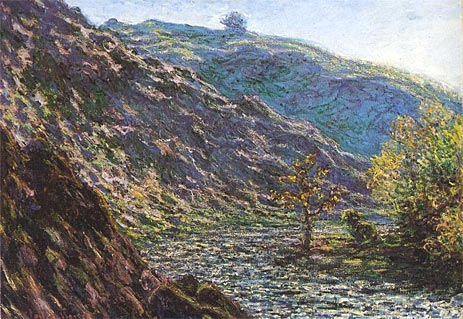
Claude Monet
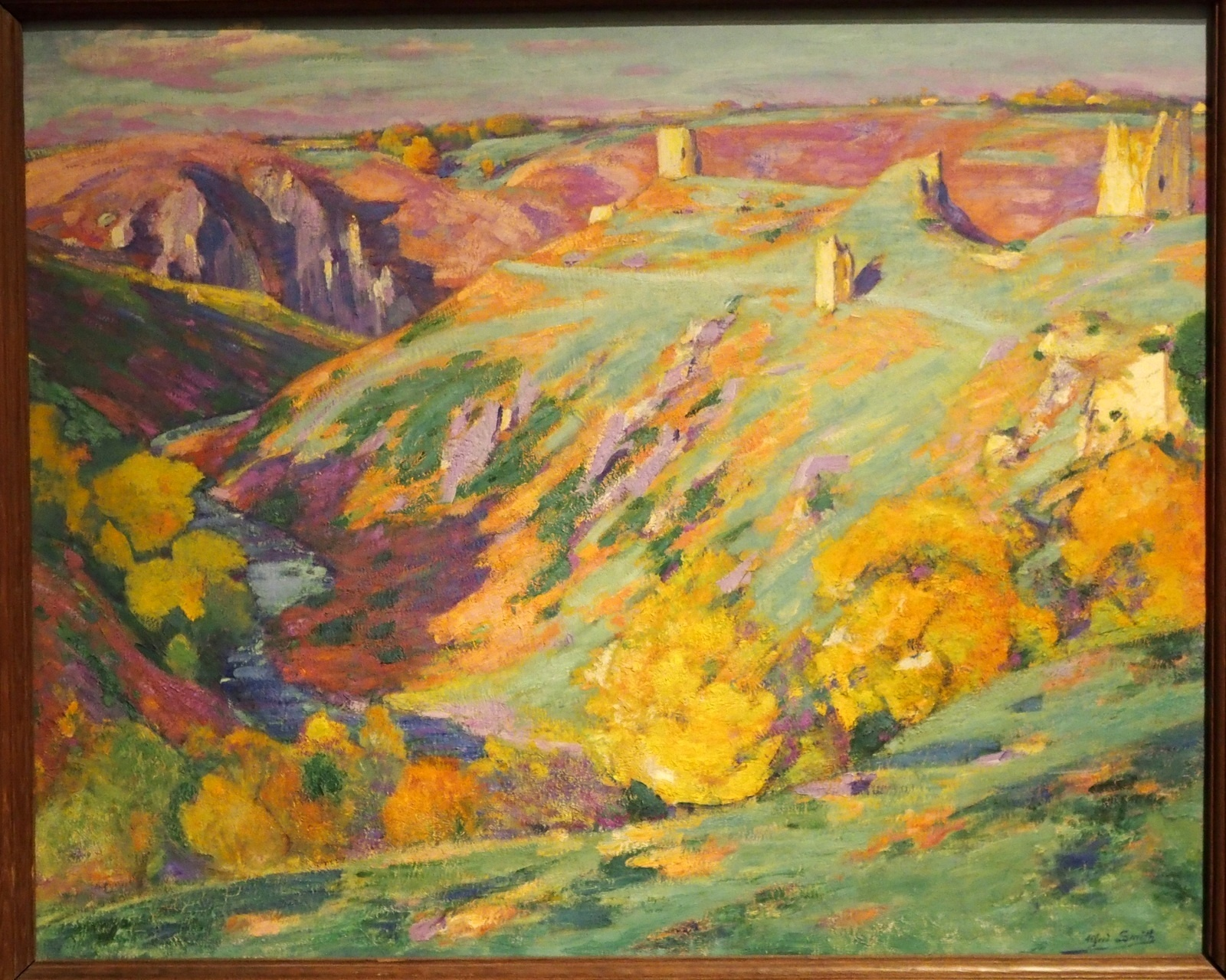
Alfred Smith.

### Écrivains et poètes

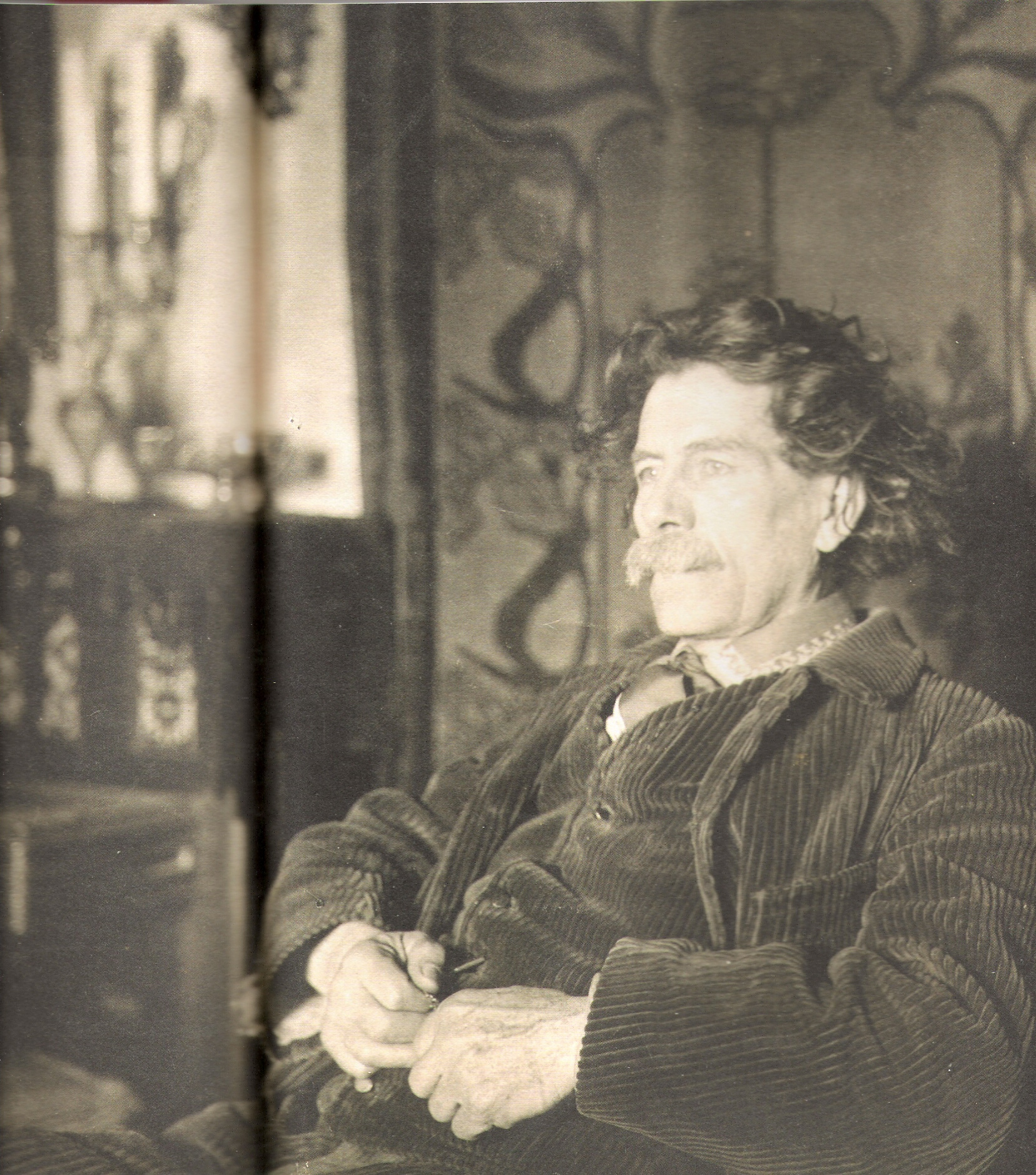
Maurice Rollinat photographié par Eugène Alluaud en 1898.

Le poète Maurice Rollinat (1846-1903), filleul littéraire de George Sand, se retira à Fresselines en 1883 pour y continuer son œuvre. Il s'y entoure d'amis avec lesquels il partagera les dernières années de sa vie. Maurice Leblanc visita Rollinat, qu'il avait connu à Paris. Les Névroses, publié chez Charpentier en 1883, annoncé dès 1882, est le recueil le plus célèbre de Rollinat. En 1886, il publiera l'Abîme, puis Paysages et Paysans ainsi qu'un recueil en prose En errant. Claude Monet partagea la table de Rollinat à Fresselines en 1889. À sa mort en 1903, Auguste Rodin offre à la commune de Fresselines un bas-relief sculpté intitulé La Muse et son Poète. Cette sculpture est exposée sur le mur de l'église du village.